# Sắt(II) chloride
Sắt(II) chloride là một hợp chất hóa học có công thức là FeCl2. Nó là một chất rắn thuận từ có nhiệt độ nóng chảy cao, và thường thu được dưới dạng chất rắn màu lục nhạt. Tinh thể dạng khan có màu trắng hoặc xám; dạng ngậm nước FeCl2·4H2O có màu vàng lục. Trong không khí, nó dễ bị chảy rữa và bị oxy hóa thành sắt(III) chloride. Nó được điều chế bằng cách cho axit clohydric tác dụng với mạt sắt rồi kết tinh sản phẩm thu được. Hợp chất được dùng làm chất cầm màu trong công nghiệp nhuộm vải sợi; dùng trong phòng thí nghiệm hoá học và điều chế sắt(III) chloride.

## Tính chất hóa học
- Tác dụng với kim loại (trừ kiềm và kiềm thổ):

3FeCl2 + 2Al → 3Fe↓ + 2AlCl3
- Tác dụng với dung dịch kiềm:

FeCl2 + 2NaOH → Fe(OH)2↓ + 2NaCl
- Tác dụng với axit mạnh hơn axit clohydric:

6FeCl2 + 6H2SO4 (đ) → Fe2(SO4)3 + 3SO2↑ + 6H2O + 4FeCl3
- Tác dụng với muối:

FeCl2 + 2AgNO3 → Fe(NO3)2 + 2AgCl↓
Ngoài ra hợp chất còn tác dụng với chất có tính oxy hóa mạnh như đicromat, pemanganat trong môi trường axit, halogen... Trong điều kiện thích hợp, các muối tương ứng FeCr2O7 và Fe(MnO4)2 sẽ được tạo thành.

## Điều chế
- Fe tác dụng với HCl
- Fe + 2HCl -> FeCl2 + H2

- Feo tác dụng với HCl
- FeO + 2HCl -> FeCl2 + H2O
- Fe3O4 tác dụng với HCl
- Fe3O4 + 8HCl -> FeCl2 +2FeCl3 + H2O
- Fe tác dụng với hợp chất muối của Cl- với kim loại yếu hơn Fe trừ các kim loại kiềm thổ
- Fe + CuCl2 -> FeCl2 + Cu

## Hợp chất khác
- FeCl2 còn tạo một số hợp chất với NH3, như 3FeCl2·2NH3 hay FeCl2·⅔NH3 là chất rắn màu nâu[3], amin FeCl2·NH3 có màu xám.[4] Điamin FeCl2·2NH3 cũng có tính chất tương tự như muối amin.[5] Hexamin FeCl2·6NH3 là chất rắn màu trắng (CAS#: 13815-13-9).[6][7] Decamin FeCl2·10NH3 cũng có tính chất tương tự như muối hexamin.[8]
- FeCl2 còn tạo một số hợp chất với N2H4, như FeCl2·2N2H4 là tinh thể màu vàng nhạt.[9]
- FeCl2 còn tạo một số hợp chất với NH2OH, như FeCl2·2NH2OH là chất rắn màu đỏ đậm.[10]
- FeCl2 còn tạo một số hợp chất với CO(NH2)2, như các phức ngậm nước FeCl2·3CO(NH2)2·5H2O (tinh thể nâu) và FeCl2·6CO(NH2)2·3H2O (tinh thể vàng).[11]
- FeCl2 còn tạo một số hợp chất với CON3H5, như FeCl2·2CON3H5 là tinh thể màu lục nhạt.[12]
- FeCl2 còn tạo một số hợp chất với CS(NH2)2, như FeCl2·4CS(NH2)2 là tinh thể màu lục,[13] D = 1,7 g/cm³.[14]
- FeCl2 còn tạo một số hợp chất với CSN3H5, như FeCl2·2CSN3H5·2H2O là tinh thể màu lục nhạt, tan trong nước, tan ít trong metanol và không tan trong ete.[12]